# 漂流郵便局

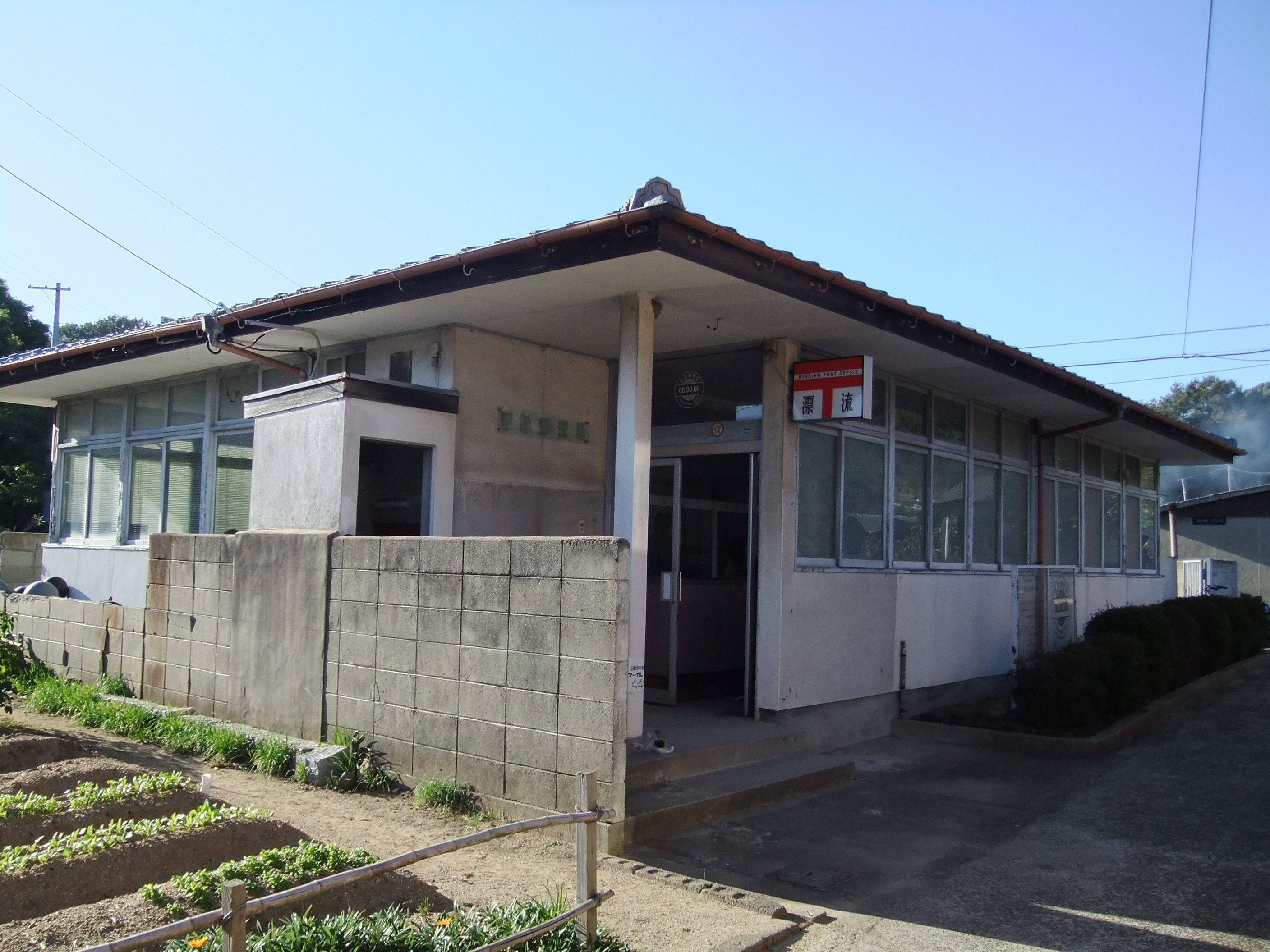
「漂流郵便局」の局舎（2014年10月撮影）。

漂流郵便局（ひょうりゅうゆうびんきょく、英語: Missing Post Office）は、日本の芸術家・久保田沙耶による芸術作品。香川県三豊市詫間町の粟島にある旧粟島郵便局（あわしまゆうびんきょく）局舎を活用した「宛先不明の手紙が集まる郵便局」という設定の作品である。2013年（平成25年）開催の第2回瀬戸内国際芸術祭の作品の一つとして制作された。
作者の久保田は、漂流郵便局の「局員」を務め、かつて粟島郵便局で実際に局長を務めていた中田勝久が漂流郵便局の「局長」に就任している。なお「郵便局」と称しているがあくまで作品名であり、日本郵便とは関係ない。

## 概要
漂流郵便局は、木造の旧郵便局舎を改装して開設された。
漂流郵便局には、届けたくても届けられない手紙が各地から届く。手紙の宛て先は、故人や未来の子孫、思いを伝えることのできなかった初恋の人、自分、長年の愛用品などさまざまである。特に故人宛ての手紙が多い。差出人名は書く必要はなく「漂流郵便局留め」として手紙を送付する。手紙は封筒ではなくはがきでの送付が呼びかけられている。
漂流郵便局に届いた手紙は「漂流私書箱」に保管される。漂流私書箱は松島潤平の協力の下、永田康祐が設計・施工した。私書箱はブリキ製で100個あり、無数のピアノ線で繋がれ、宙を漂っている。宛先が不明であることから、ストックして留めておくことはできないというコンセプトに基づいている。私書箱は回すと波の音が聞こえる仕掛けになっている。

## 利用方法
粟島へは、三豊市詫間町の須田港から定期船（1日8便）で15分である。島内に公共交通はなく、徒歩かレンタサイクルを利用する。粟島港からは徒歩10分で漂流郵便局に到着する。
漂流郵便局は毎月第2・第4土曜日の13時から16時まで開局する。通常の開局日は中田局長のみ在局し、久保田局員はいない。漂流郵便局に届いた手紙は「アート作品」という位置付けであり、誰でも読むことができる。ただし、どの私書箱にどの手紙が入っているかは局員も把握していない。また基本的に読んだ手紙は私書箱に戻されるが、元の私書箱に戻る保証はなく、「漂流」を続ける。手紙が自分宛てであると感じた場合は、その手紙を持ち帰ることも可能である。
局内では、漂流郵便局宛ての「投函セット」の販売も行われ、局内で手紙を執筆する人もいる。

## 歴史
粟島にはかつて、さまざまな人・物・事が流れ着いてきた。そこに2013年（平成25年）10月5日に開局したのが漂流郵便局である。久保田は瀬戸内国際芸術祭に出品する作品の着想を求めて粟島を訪れ、1964年（昭和39年）に建てられ、1991年（平成3年）まで使用されていた旧粟島郵便局の窓に映った自分の姿を見て「ここに流れ着いた」と感じたという。久保田はこの場所を「自分と同じ感覚を体感してもらえる場所になるのではないか」と考え、漂流郵便局という1つの作品に仕上げた。
瀬戸内国際芸術祭の会期中は入場料300円を要し、10時から17時まで開局していた。また中田局長と久保田局員は不定期に在局していた。芸術祭期間中に集まった手紙は約400通であった。当初は会期中の1か月間だけの開局の予定であったが、その後も月平均200通のペースで手紙は寄せられ続け、久保田は漂流郵便局を継続することを決意した。
2014年（平成26年）5月10日、NHK総合テレビジョンの『NHKニュースおはよう日本』で紹介された。この時点で1,500通以上が届いていた。同年8月24日には初の島外への出張開局となる「漂流郵便局 in 高松空港」を同空港で開催した。10月18日から10月20日には「秋開局」として特別開局し、現役僧侶によって結成されたバンド「坊主バンド」によるライブが開かれた。
2015年（平成27年）1月時点で手紙の総数は3,500通、2月には3,800通を超えた。同年2月に、小学館からこれらの手紙をまとめた書籍『漂流郵便局  届け先のわからない手紙、預かります』が出版されることになり、同年2月7日に「出版記念開局」が行われた。書籍化は2014年の夏に漂流郵便局を訪れた小学館の編集者が、手紙を読み込む来局者の姿を見たことが契機となった。この書籍には、漂流郵便局に届いた69通の手紙が収録された。
2020年（令和2年）4月には、同じく小学館から『漂流郵便局 お母さんへ 届け先のわからない手紙、預かります』小学館、2020年4月22日　ISBN 9784093886635が出版された。

## 「漂流郵便局」が登場する作品
- 『ミステリと言う勿れ』 - 2022年放送の月9テレビドラマ（菅田将暉主演）。第3話の終盤に登場する[17]。
- 『キラキラ共和国』-小川糸著の「蕗味噌」の物語に登場する。

## 関連書籍
- 久保田沙耶『漂流郵便局 届け先のわからない手紙、預かります』小学館、2015年2月2日。ISBN 978-4-09-388402-0
- 久保田沙耶『漂流郵便局 お母さんへ 届け先のわからない手紙、預かります』小学館、2020年4月22日。ISBN 978-4-09-388663-5